# Val di Giovo
La Val di Giovo (in tedesco Jaufental) è una valle laterale della Val Ridanna in Alto Adige, lunga circa otto chilometri. All'ingresso della Val Ridanna nei pressi della città di Vipiteno si dirama verso sud e prosegue poi verso sud-ovest fino al Passo Giovo. La valle, drenata dal Rio Giovo, offre spazio ad alcuni insediamenti e frazioni, che insieme formano la frazione Giovo del comune di Racines.
L'imbocco della valle è piuttosto stretto e simile a una gola; nella parte posteriore la Val di Giovo, accessibile solo tramite una strada di accesso dal 1959, si allarga notevolmente. La cresta montuosa che accompagna la valle sul versante ovest-nordovest fa parte delle Alpi dello Stubai. Verso sud diverse valli laterali più piccole confluiscono nelle Alpi Sarentine e culminano qui, tra gli altri, con lo Zinseler, il Sarner Weißhorn, il Mittagsspitze e il Jaufenspitze .
Il nome Giovo risale al romanico alpino juvu (latino iugum) che significa “ giogo ”. Già nel 1314 la valle veniva menzionata come “Jauuental” in un elenco fiscale del tribunale regionale di Vipiteno. L'estrazione del talco all'imbocco della valle ha avuto un'importanza economica nella prima metà del XX secolo. La materia prima ottenuta veniva ulteriormente lavorata nella vicina Vipiteno.
La Val di Giovo fu comune autonomo fino al 1929, prima di essere aggregata al comune di Racines insieme a Mareit, Ridanna e Telfes.